# Anna Pernická
Anna Pernická (29. května 1912 - ???) byla česká a československá politička Komunistické strany Československa a poúnorová poslankyně Národního shromáždění ČSSR a Sněmovny lidu Federálního shromáždění.

## Biografie
Ve volbách roku 1954 kandidovala do Krajského národního výboru. Je tehdy zmiňována jako odborná učitelka 4. osmileté střední školy ve Znojmě. Opětovně byla do KNV zvolena i v následujících volbách roku 1960.
Ve volbách roku 1964 byla zvolena za KSČ do Národního shromáždění ČSSR za Jihomoravský kraj. V Národním shromáždění zasedala až do konce volebního období parlamentu v roce 1968.
K roku 1968 se profesně zmiňuje coby ředitelka ZDŠ z obvodu Znojmo II.
Po federalizaci Československa usedla roku 1969 do Sněmovny lidu Federálního shromáždění (volební obvod Znojmo II), kde setrvala do července 1971, kdy rezignovala na poslanecký post.